# Mia moglie è un'attrice
Mia moglie è un'attrice è un film del 2001, scritto, diretto ed interpretato da Yvan Attal.
Attal e la coprotagonista del film Charlotte Gainsbourg sono sposati anche nella vita.

## Trama
Yvan, giornalista sportivo, è sposato con Charlotte, una diva del cinema francese; la relazione tra i due sembra andare bene, finché un giorno la moglie parte per Londra per girare un nuovo film. Avvertito che nel film avrebbe recitato anche John, un attore maturo e famoso per essere un playboy, il gelosissimo Yvan decide di fare visita a Charlotte sul set. Capita però nel momento meno opportuno, ossia nel bel mezzo di una scena passionale; i due litigano e si lasciano. Charlotte accetta la corte di John, Yvan quella di una studentessa, ma i due sanno di essere ancora innamorati l'uno dell'altra e tornano insieme, dimenticandosi delle fugaci scappatelle e pronti per diventare genitori.

## Colonna sonora
L'arrivo a Londra di Yvan è accompagnato dalla canzone dei Clash London Calling.

## Distribuzione
Il film è uscito nei cinema italiani il 21 febbraio 2003.

## Riconoscimenti
- Yvan Attal e Noémie Lvovsky hanno ottenuto una nomination a testa al Premio César del 2002, rispettivamente nelle categorie Migliore opera prima e Migliore attrice non protagonista.

## Critica
- Commedia di garbo flebile, una second story fiacca per allungare il brodo, interpreti bravini. Commento del dizionario Morandini che assegna al film due stelle su cinque di giudizio.[2]
- L'esordio alla regia di Attal si inserisce nel tipico filone della commedia degli equivoci transalpina. Commento del dizionario Farinotti che assegna al film due stelle su cinque di giudizio [3]

## Citazioni e riferimenti ad altre pellicole
- La scena in cui tutti i membri  della troupe si spogliano nudi per girare la scena d'amore è un rimando al film Se qing nan nu.[4]